# Mira Todorowa
Mira Todorowa (bulgarisch Мира Тодорова, englische Transkription: Mira Todorova; * 12. April 1994 in Tschirpan) ist eine bulgarische Volleyballspielerin.

## Karriere
Todorowa begann ihre Karriere bei VK Mariza Plowdiw. 2013 wechselte sie zum Schweizer Erstligisten VBC Voléro Zürich. 2014 ging sie zum Ligakonkurrenten Sm’Aesch Pfeffingen, wo sie zunächst wegen einer Bänderverletzung ausfiel. Von 2015 bis 2017 wurde die Mittelblockerin von Zürich an den französischen Verein Rocheville Le Cannet ausgeliehen. Danach kehrte sie für eine Saison zurück in die Schweiz. Mit der bulgarischen Nationalmannschaft gewann Todorowa 2018 die Europaliga. Zur Saison 2018/19 wechselte die komplette Züricher Mannschaft nach Frankreich zu Volero Le Cannet. Anschließend wechselte Todorowa zum RC Cannes. 2020 wurde sie vom deutschen Bundesligisten Allianz MTV Stuttgart verpflichtet.